# Mark Teeuwen
Mark J. Teeuwen (Marcus Jacobus Teeuwen, né le 9 février 1966 à Eindhoven) est un universitaire et japonologue néerlandais. Professeur à l’université d’Oslo, il est spécialiste des pratiques religieuses japonaises. Dans un essai intitulé From Jindō to Shinto: A Concept Takes Shape paru en 2002, il retrace l’évolution du terme « Shinto » à la reconstruction de la prononciation Jindō de l’époque du Nihon Shoki jusqu’à aujourd’hui et décrit les changements qu’en a connu la signification.

## Carrière
Teeuwen obtient son MA à l’université de Leyde en 1989 et son Ph.D. à Leyde en 1996.
De 1994 jusqu’en 1999, Teeuwen est maître de conférences au Centre d'études japonaises de l’université du pays de Galles à Cardiff. Depuis 1999, il est professeur de japonais à l’université d’Oslo.
L’examen critique de Teeuwen des pratiques religieuses au Japon est considéré comme novateur. Son travail se nourrit des recherches historiques. L'historicité (en) est interprétée comme une composante fondamentale du point de vue de Teeuwen sur le shinto.
Le travail de Teeuwen est influencé par les écrits de Toshio Kuroda (en).

## Ouvrages (sélection)
Un aperçu statistique des écrits de et à propos de Mark Teeuwen, OCLC/WorldCat recense environ 20 ouvrages dans plus de 60 publications en 5 langues et plus de 2,000 fonds de bibliothèques.
- Watarai Shintô: an Intellectual History of the Outer Shrine in Ise (1996)
- Nakatomi Harae Kunge: Purification and Enlightenment in Late-Heian Japan (1998)
- Shinto in History: Ways of the Kami (1999), avec John Breen
- Buddhas and Kami in Japan 'honji suijaku' as a Combinatory Paradigm (2002)
- Tracing Shinto in the History of Kami Worship (2002), avec Bernhard Scheid
- Buddhas and Kami in Japan: Honji Suijaku as a Combinatory Paradigm (2002)
- Tracing Shinto in the History of Kami Worship (2002)
- Shinto, a Short History (2003)
- Buddhas and Kami in Japan: Honji Suijaku as Combinatory Paradigm (2003), avec Fabio Rambelli
- Shinto: een geschiedenis van Japanse goden en heiligdommen (2004)
- The Culture of Secrecy in Japanese Religion (2006)
- A New History of Shinto (2010), avec John Breen

Articles
- Comparative perspectives on the emergence of jindō and Shinto, Bulletin of SOAS, vol. 70, no 2, 2007, pp. 373–402.
- ‘’Kokugaku vs. Nativism’’, dans Monumenta Nipponica 61-2, été 2006, pp. 227–24.

## Source de la traduction
- (en) Cet article est partiellement ou en totalité issu de l’article de Wikipédia en anglais intitulé « Mark Teeuwen » (voir la liste des auteurs).